# 佐々木貴賀
佐々木 貴賀（ささき きよし、1981年9月15日 - ）は、香川県高松市出身（生まれは大阪府）の元プロ野球選手（投手）。左投左打。

## 経歴
大阪で生まれ4歳の時に香川へ移住し、小学3年の時に野球を始める。中学時代までは外野手だったが高松西高へ進学後に外野からの本塁返球を見た監督が投手に転向させた。その後はトレーニングを重ね直球が140km/h代後半を記録するようになった。2年秋からエースとなり3年春の香川県大会の高瀬高校戦で5回参考ではあるがノーヒットノーランを記録。5月末の練習試合で150km/hを記録した。3年時は夏の県大会2回戦で尽誠学園に敗れた。1999年のドラフト会議で日本ハムファイターズが4位指名で交渉権を獲得し、契約金4000万円、年俸450万円（金額はいずれも推定）で入団した。
ルーキーイヤーの2000年に初登板を果たし、2001年7月3日の対オリックス・ブルーウェーブ戦でプロ初勝利を挙げた。その後は主に中継ぎ投手として活躍した。
2002年は12暴投でシーズン最多暴投を記録。この年の投球回数は42回で、最多暴投を記録した投手の中で最も暴投率が高かった。2005年夏ごろよりサイドスローに転向した。
2006年は一軍登板がなく、9月29日に球団から戦力外通告を受け、12月1日付で自由契約選手公示された。

## 人物
好きな漢字は「鬼」で、グラブに「鬼」という刺繍を入れているほか、帽子のつばにも「鬼」と書いていた。この理由は、グラウンドでは心を鬼にすることを心がけたいからという。
趣味は少女マンガのようなイラストを描くことで、球団の二軍情報誌「梨に向かって打て」にも3度掲載されている。そのうち、最初に掲載されたものが「ああっ女神さまっ」のベルダンディー、2枚目は「天上天下」、3枚目は「るろうに剣心」。元々2000年の入団時点からイラスト好きは知られており、入団直後の「超野球ファイターズ」のインタビューで趣味とした理由を聞かれている。
ヘヴィメタル好きである。

## 詳細情報

### 年度別投手成績
| 年 度     | 球 団     | 登 板 | 先 発 | 完 投 | 完 封 | 無 四 球 | 勝 利 | 敗 戦 | セ 丨 ブ | ホ 丨 ル ド | 勝 率 | 打 者 | 投 球 回 | 被 安 打 | 被 本 塁 打 | 与 四 球 | 敬 遠 | 与 死 球 | 奪 三 振 | 暴 投 | ボ 丨 ク | 失 点 | 自 責 点 | 防 御 率 | W H I P |
| --------- | --------- | ----- | ----- | ----- | ----- | -------- | ----- | ----- | -------- | ----------- | ----- | ----- | -------- | -------- | ----------- | -------- | ----- | -------- | -------- | ----- | -------- | ----- | -------- | -------- | ------- |
| 2000      | 日本ハム  | 2     | 0     | 0     | 0     | 0        | 0     | 0     | 0        | --          | ----  | 8     | 2.0      | 0        | 0           | 2        | 0     | 0        | 2        | 2     | 0        | 1     | 0        | 0.00     | 1.00    |
| 2001      | 日本ハム  | 26    | 7     | 0     | 0     | 0        | 1     | 6     | 0        | --          | .143  | 257   | 54.1     | 43       | 11          | 52       | 0     | 2        | 40       | 3     | 0        | 43    | 38       | 6.29     | 1.75    |
| 2002      | 日本ハム  | 39    | 0     | 0     | 0     | 0        | 2     | 4     | 1        | --          | .333  | 183   | 42.0     | 32       | 8           | 28       | 1     | 2        | 44       | 12    | 0        | 24    | 24       | 5.14     | 1.43    |
| 2003      | 日本ハム  | 20    | 1     | 0     | 0     | 0        | 0     | 0     | 0        | --          | ----  | 119   | 25.1     | 31       | 4           | 16       | 1     | 1        | 23       | 1     | 0        | 23    | 20       | 7.11     | 1.86    |
| 2004      | 日本ハム  | 20    | 0     | 0     | 0     | 0        | 1     | 0     | 0        | --          | 1.000 | 93    | 19.0     | 20       | 2           | 16       | 0     | 0        | 20       | 1     | 0        | 14    | 13       | 6.16     | 1.89    |
| 2005      | 日本ハム  | 6     | 0     | 0     | 0     | 0        | 0     | 0     | 0        | 0           | ----  | 43    | 9.2      | 7        | 0           | 9        | 0     | 0        | 8        | 0     | 0        | 3     | 3        | 2.79     | 1.66    |
| 通算：6年 | 通算：6年 | 113   | 8     | 0     | 0     | 0        | 4     | 10    | 1        | 0           | .286  | 703   | 152.1    | 133      | 25          | 123      | 2     | 5        | 137      | 19    | 0        | 108   | 98       | 5.79     | 1.68    |

- 各年度の太字はリーグ最高

### 記録
- 初登板：2000年10月1日、対オリックス・ブルーウェーブ27回戦（東京ドーム）、9回表に4番手で救援登板・完了、1回無失点
- 初奪三振：同上、9回表に田口壮から
- 初先発：2001年5月13日、対オリックス・ブルーウェーブ13回戦（東京ドーム）、6回1/3を2失点（自責点1）
- 初勝利：2001年7月3日、対オリックス・ブルーウェーブ17回戦（東京ドーム）、7回表に5番手で救援登板、2回無失点
- 初セーブ：2002年4月28日、対西武ライオンズ5回戦（西武ドーム）、8回裏に2番手で救援登板・完了、2回1失点

### 背番号
- 45 （2000年 - 2006年）